# 16148 Amaraifeji
16148 Amaraifeji è un asteroide della fascia principale. Scoperto nel 1999, presenta un'orbita caratterizzata da un semiasse maggiore pari a 2,7933722 au e da un'eccentricità di 0,1001909, inclinata di 8,18046° rispetto all'eclittica.